# Meise

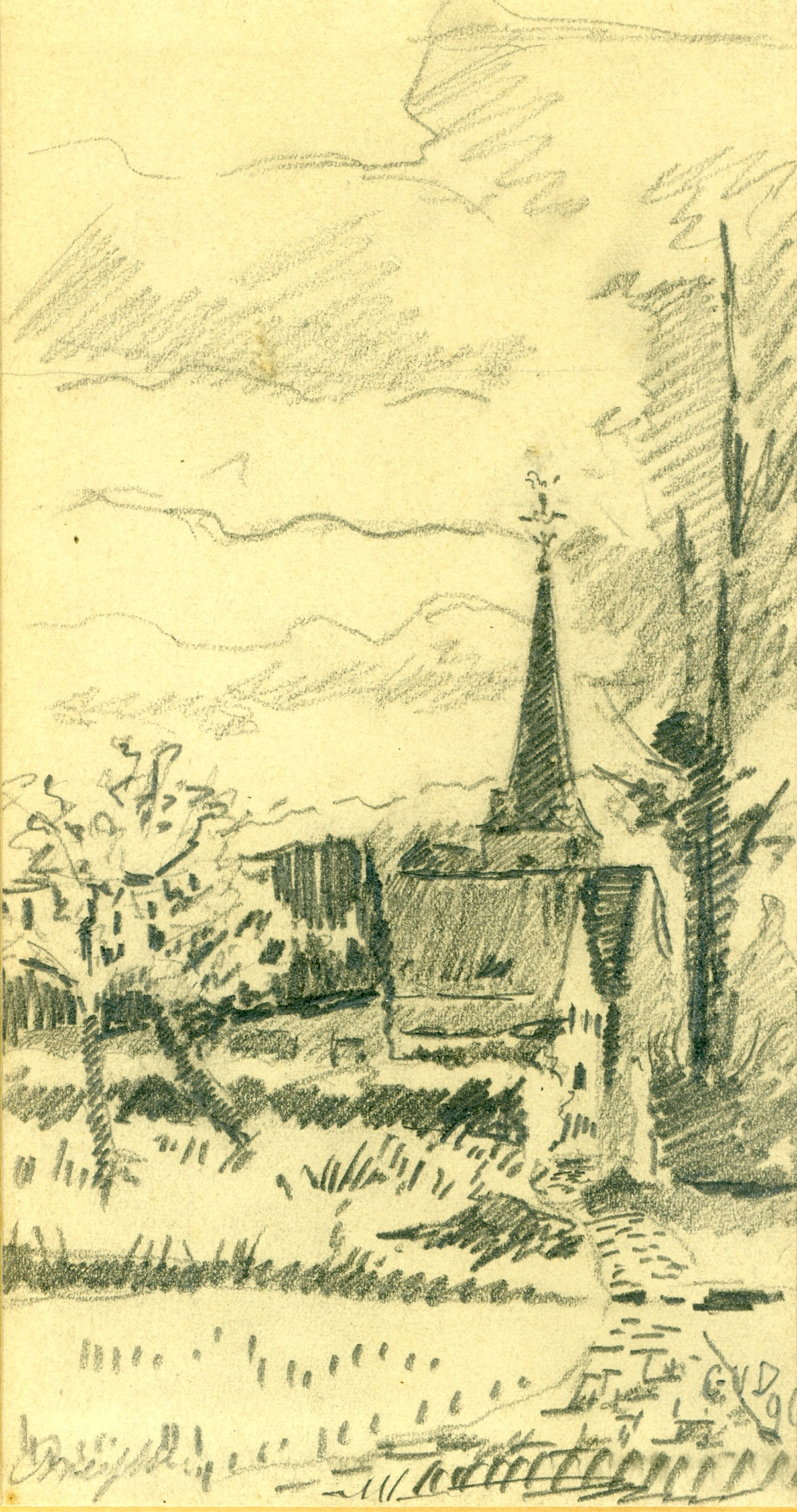
De kerk van Meise tekening van Gabriel Van Dievoet, 1896

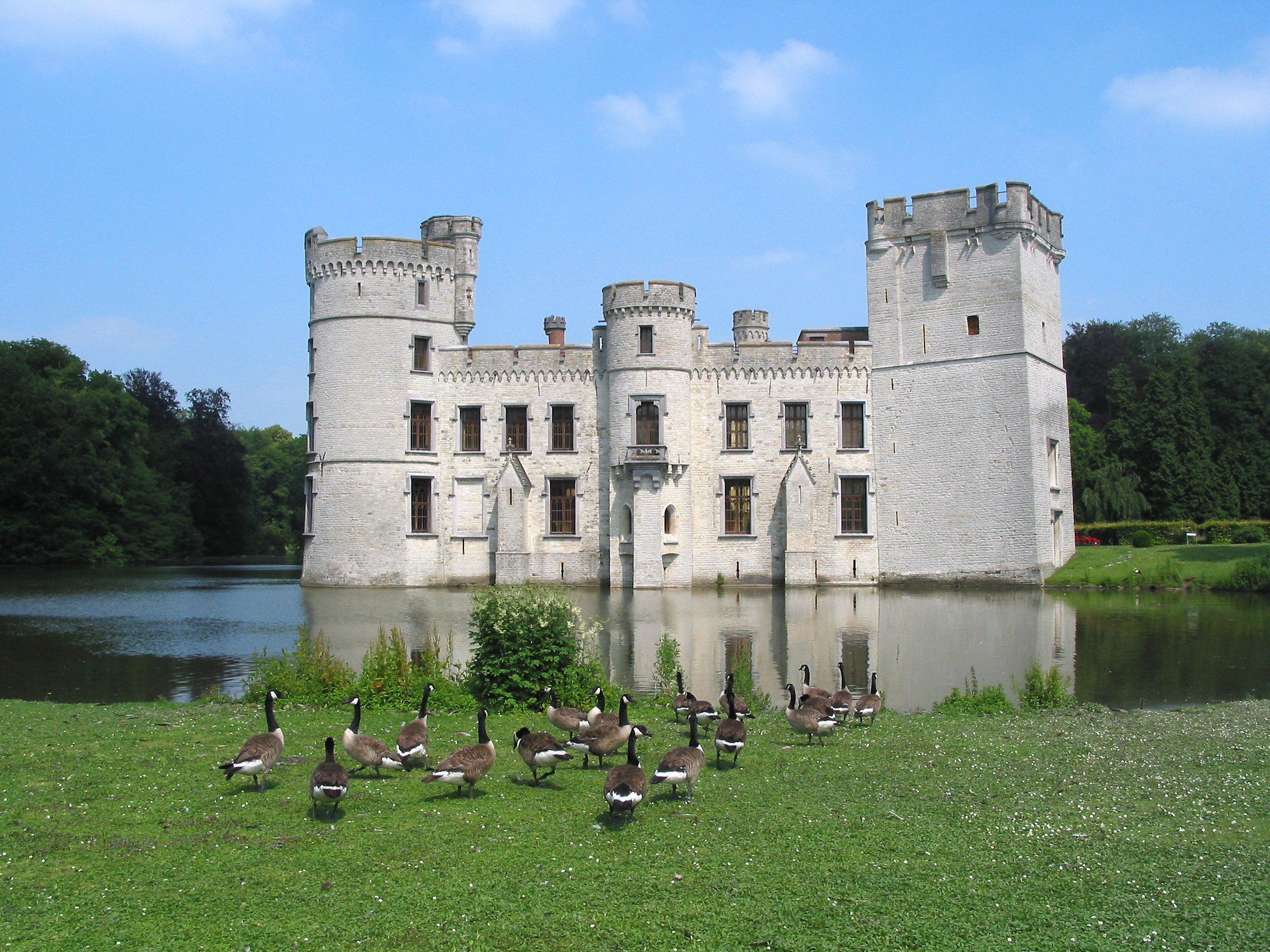
Kasteel van Bouchout

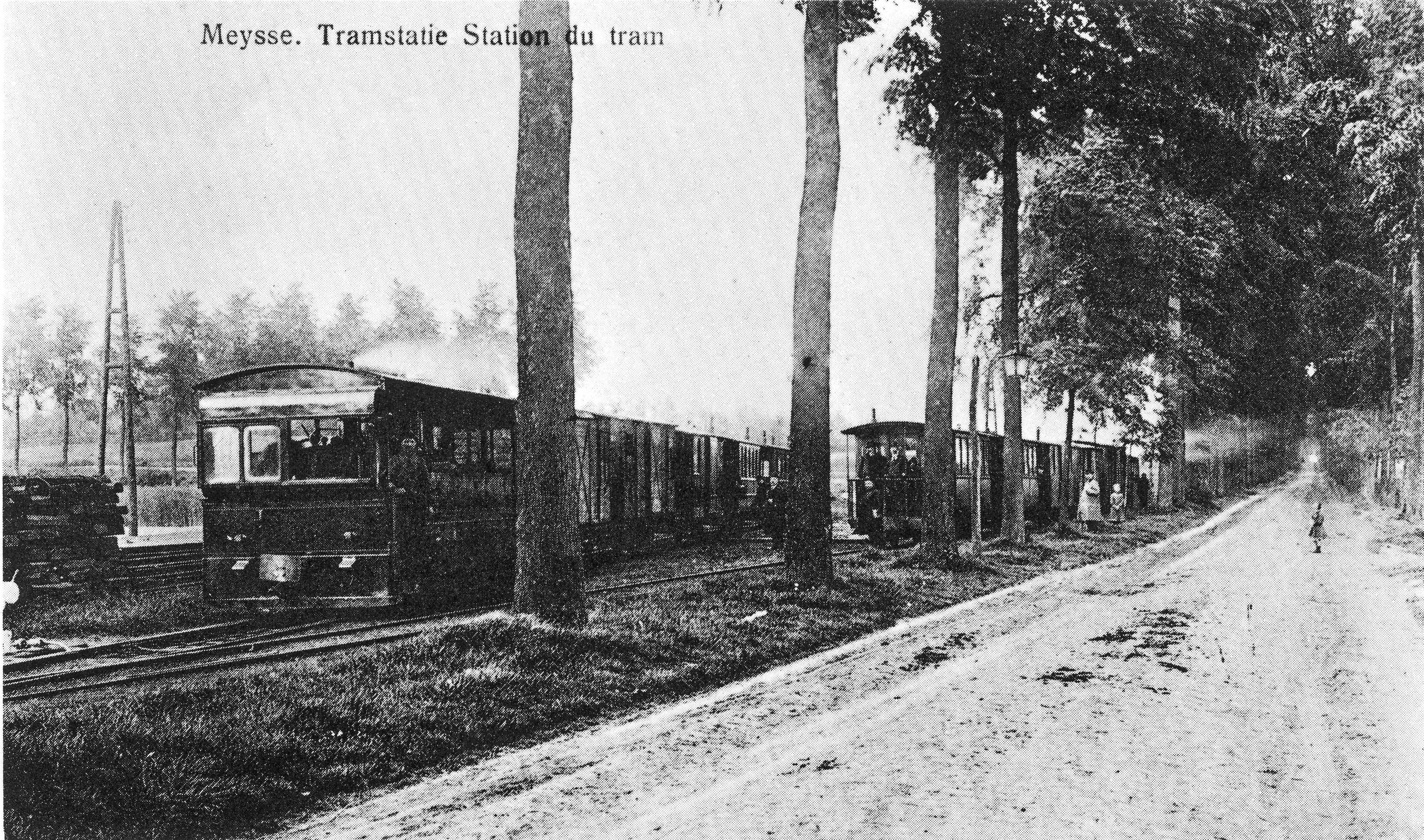
Het vroegere landelijk tramstation in 1909

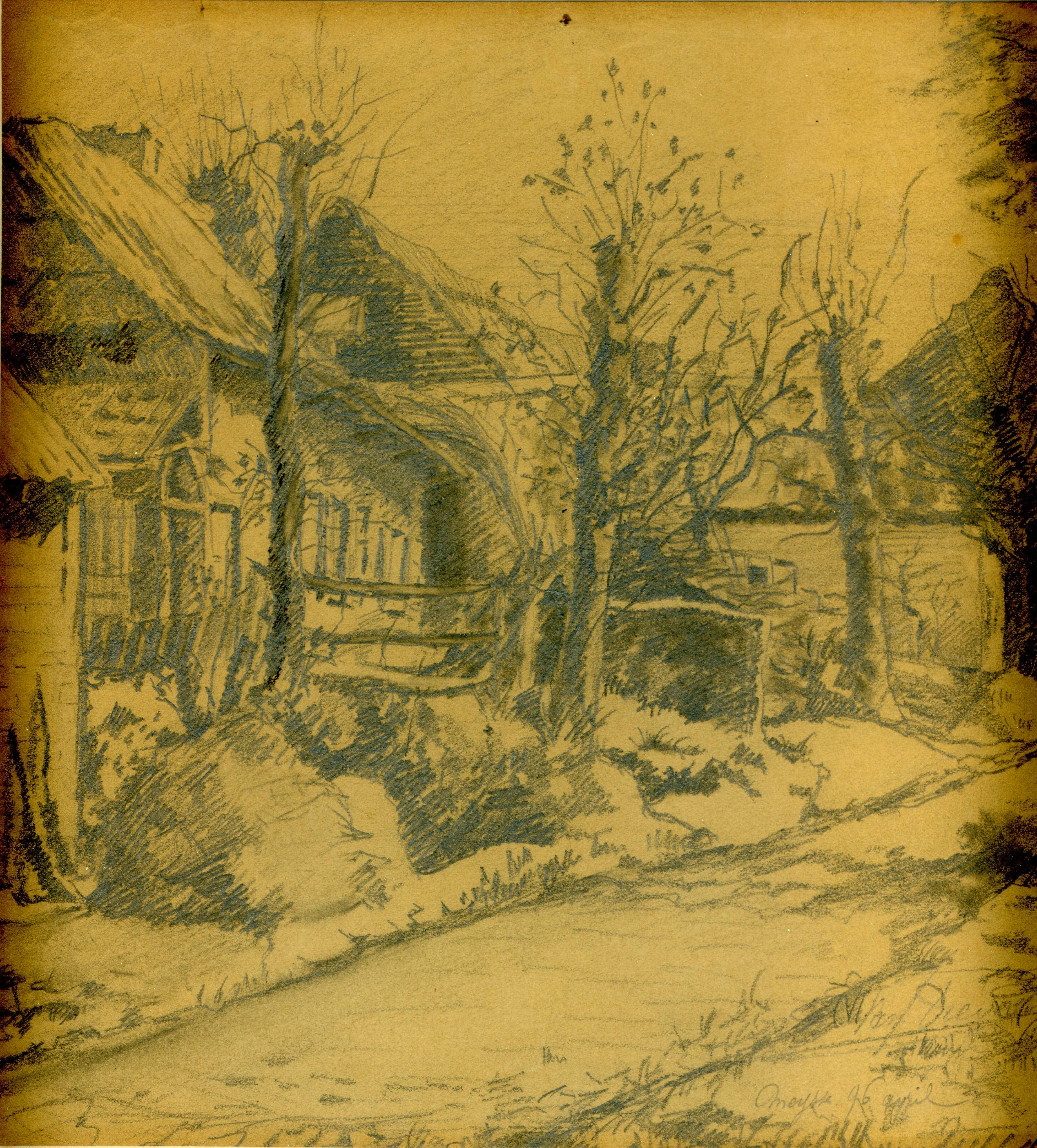
Een oud pad in Meise, tekening van Gabriel Van Dievoet, 1896

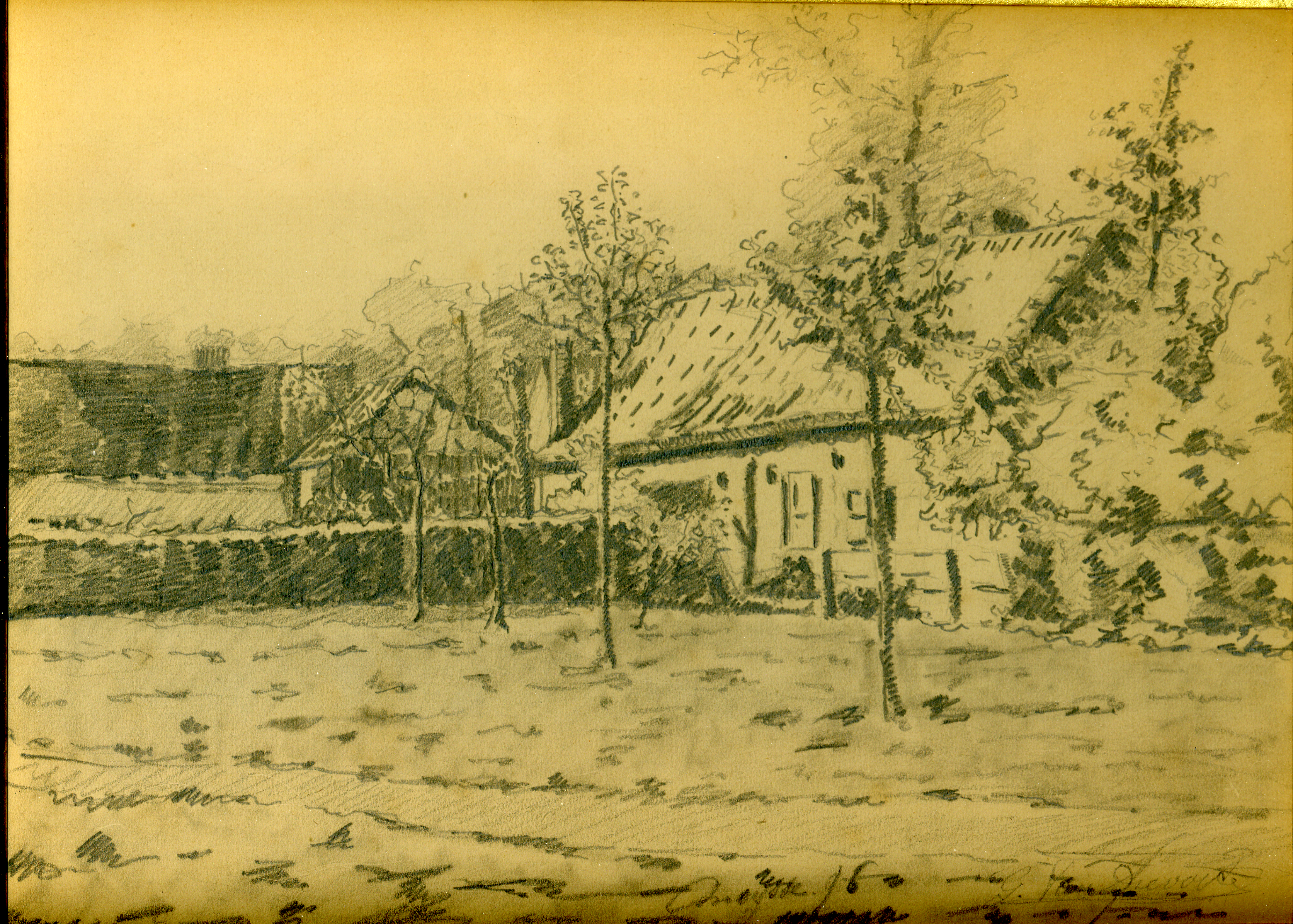
Meise, een oud hoeveke, tekening van Gabriel Van Dievoet, 1896

Meise is een plaats en gemeente in de Belgische provincie Vlaams-Brabant en het arrondissement Halle-Vilvoorde. De gemeente telt ruim 20.000 inwoners en behoort tot de Brabantse Kouters en de Groene Gordel. Meise is de hoofdplaats van het gelijknamig gerechtelijk en kieskanton.

## Geschiedenis[1]

### Vroegste geschiedenis
In 1876 werden er in Meise een vuurstenen bijl en drie vuursteensplinters gevonden. Deze behoorden toe aan jagers-verzamelaars, gedateerd in de nieuwe steentijd (2000 - 1600 v. Chr.), die in deze toen dichtbeboste streken leefden.

### Middeleeuwen
De kerk heeft als patroonheilige Sint-Martinus. De parochie kwam onder voogdij van de abdij van Grimbergen.

### Nieuwe tijd (1500-1800)
Tijdens de Beeldenstorm beschadigde men in 1567 de Sint-Martinuskerk. In 1664 werd het dorpscentrum van Meise dan weer in brand gestoken door Franse soldaten. In diezelfde periode was er ook een zware pestepidemie in het dorp waarbij zo'n 50 mensen stierven. Tot het begin van de 18e eeuw bleef Meise door hongersnood en Franse soldaten getroffen worden. Toen men onder Oostenrijks gezag kwam, kwam het dorp meer tot bloei. In 1747 telde het ongeveer 600 inwoners.

### 19e eeuw
In de vroege 19e eeuw wordt de gemeente vermeld als Meysse. In 1830 telde de gemeente 2.152 inwoners. De gemeente omvatte Meise zelf, Nieuwenrode, Sint-Brixius-Rode en Eversem, met respectievelijk 1.026, 925, 528 en 322 inwoners anno 1872. In 1874 werd Nieuwenrode een aparte gemeente en verloor Meise dus een deel van het grondgebied. In 1893 werd de eerste tram in het dorp aangelegd.

### 20e eeuw
Rond 1900 was Meise vooral een landelijk dorp. Rijke stedelingen van Brussel kwamen met de fiets of de stoomtram toeristische uitstapjes doen. Tegenover het tramstation langs de Kasteeldreef was er een hoeve, de "Laiterie", waar de toeristen boterhammen met platte kaas en bier konden bestellen. De tram bereikte tot 1935 het dorp via Grimbergen en de Kasteeldreef.
Veel Meisenaren werden opgeroepen om met de Duitsers mee te strijden in WO I. Twaalf van hen komen om het leven. Twee jaar na de oorlog, in 1920, verandert de bestuurstaal van het Frans naar het Nederlands.
In 1935 is ter gelegenheid van de wereldtentoonstelling een rechtstreekse tramlijn aangelegd naar Brussel.
In 1977, met de fusie van Belgische gemeenten ontstond de fusiegemeente Meise uit het samengaan van Meise, Wolvertem en Oppem (een deel van de voormalige gemeente Brussegem).

## Geografie
De gemeente ligt ongeveer vijf kilometer ten noorden van Brussel en heeft als buurgemeenten Merchtem, Grimbergen, Kapelle-op-den-Bos, Londerzeel en Wemmel. Het is een landelijke gemeente die vooral in het zuiden stedelijke invloed ondervindt.

### Kernen
De fusiegemeente Meise telt naast het gelijknamige dorp nog twee andere deelgemeenten met name Wolvertem en Oppem (deel van de voormalige gemeente Brussegem).
De gemeente telt volgende gehuchten en parochies:
- Amelgem
- Boechout
- Eversem
- Hasselt
- Imde (Sint-Quintinus)
- Limbos
- Meise (Sint-Martinus)
- Meuzegem (Onze-Lieve-Vrouw Boodschap)
- Neerpoorten
- Nerom
- Nieuwenrode (deels Meise, deels Kapelle-op-den-Bos) (Onze-Lieve-Vrouw Tenhemelopneming)
- Oppem (Sint-Stephanus)
- Rossem (Sint-Medardus en Sint-Gildardus)
- Sint-Brixius-Rode (Sint-Brixius)
- Slozen
- Westrode (Onze-Lieve-Vrouw van de Rozenkrans)
- Wolvertem (Sint-Laurentius en Sint-Gorik)

### Deelgemeenten
| # | Naam      | Opp. (km²) | Inwoners (2020) | Inwoners per km² | NIS-code |
| - | --------- | ---------- | --------------- | ---------------- | -------- |
| 1 | Meise     | 14,47      | 11.417          | 789              | 23050A   |
| 2 | Wolvertem | 20,60      | 8.207           | 398              | 23050B   |

### Aangrenzende gemeenten
| Aangrenzende gemeenten | Aangrenzende gemeenten | Aangrenzende gemeenten | Aangrenzende gemeenten | Aangrenzende gemeenten |
| ---------------------- | ---------------------- | ---------------------- | ---------------------- | ---------------------- |
| Londerzeel             |                        |                        |                        | Kapelle-op-den-Bos     |
|                        |                        |                        |                        |                        |
| Merchtem               | Grimbergen             |                        |                        |                        |
|                        |                        |                        |                        |                        |
|                        |                        | Wemmel                 |                        |                        |

## Bezienswaardigheden
- Sint-Martinuskerk aan de Brusselsesteenweg
- Kasteel van Bouchout
- Plantentuin Meise
- Domein Terassel
- Kasteel Ter Hasselt
- Sint-Eligiuskapel
- Meysemolen

## Natuur en landschap
Meise ligt op een hoogte van ongeveer 50 meter. De Amelgemse Molenbeek of Amelvonnebeek stroomt in oostelijke richting langs Meise en komt uit in de Maalbeek op de grens met Grimbergen. Hier ligt ook het Nekkerbos. De Plantentuin Meise is een belangrijk natuurdomein en botanische tuin.
Natuurpunt Meise is de afdeling van Natuurpunt die zich inzet voor meer en betere natuur door te werken op het vlak van natuureducatie, natuurstudie, natuurbeheer en natuurbeleid. De afdeling stelde in 2021 het project voor om in het landelijke Westrode het Westgroenewoud aan te leggen op landbouwgronden die via gedwongen verkoop eigendom zijn van de intercommunale Haviland. In januari 2023 stelde Haviland een finaal voorstel van invulling voor voor het gebied.

### Natuurgebieden
- Birrebeekvallei
- Land van Oppem
- Leefdaalbos
- Nekkerbos
- Neromhof
- Park van het Drijtorenhof (privé)
- Plantentuin Meise
- Secretarisbos
- Varkensputten
- Velaertbos
- Vier Eiken
- Wolvertemse beemden

### Houtig erfgoed
- Winterlinde (Tilia cordata) met O.L.V. boomkapel langs de Heirbaan (Wolvertem).[8]
- In 2024 werd een oude notelaar (juglans regia) in Limbos verkozen tot mooiste boom van Meise.[9][10]
- Ter hoogte van het winkelcomplex langs de Vilvoordse steenweg (nr. 172) staan enkele imposante platanen (platanus x hispanica) en een monumentale mammoetboom (sequoiadendron giganteum) met een omtrek van 492 cm (2024). Deze bomen dateren uit de tijd dat hier nog een kasteelpark stond en werden gespaard bij de aanleg van het winkelterrein.

### Koesterburen
De koesterburen van Meise zijn de adderwortel, anemonenbekerzwam, boerenzwaluw, eenbes, gekraagde roodstaart, huiszwaluw, sleedoornpage en watersnip.

## Demografische ontwikkeling

### Demografische evolutie deelgemeente voor de fusie
- Bronnen:NIS, Opm:1831 tot en met 1970=volkstellingen, 1976= inwonersaantal op 31 december
- 1880: Afsplitsing in 1874 van Nieuwenrode dat zelfstandige gemeente wordt

### Demografische ontwikkeling van de fusiegemeente
Alle historische gegevens hebben betrekking op de huidige gemeente, inclusief deelgemeenten, zoals ontstaan na de fusie van 1 januari 1977.
- Bronnen:NIS, Opm:1831 tot en met 1981=volkstellingen; 1990 en later= inwonertal op 1 januari
- 1981: Aanhechting van Oppem afgestaan door Brussegem bij de gemeentefusies van 1977

| Inwoners van jaar tot jaar op 1 januari 1992 tot heden | Inwoners van jaar tot jaar op 1 januari 1992 tot heden | Inwoners van jaar tot jaar op 1 januari 1992 tot heden |
| jaar                                                   | Aantal                                                 | Evolutie: 1992=index 100                               |
| ------------------------------------------------------ | ------------------------------------------------------ | ------------------------------------------------------ |
| 1992                                                   | 17.193                                                 | 100,0                                                  |
| 1993                                                   | 17.310                                                 | 100,7                                                  |
| 1994                                                   | 17.540                                                 | 102,0                                                  |
| 1995                                                   | 17.754                                                 | 103,3                                                  |
| 1996                                                   | 17.862                                                 | 103,9                                                  |
| 1997                                                   | 17.979                                                 | 104,6                                                  |
| 1998                                                   | 18.006                                                 | 104,7                                                  |
| 1999                                                   | 18.153                                                 | 105,6                                                  |
| 2000                                                   | 18.347                                                 | 106,7                                                  |
| 2001                                                   | 18.390                                                 | 107,0                                                  |
| 2002                                                   | 18.471                                                 | 107,4                                                  |
| 2003                                                   | 18.482                                                 | 107,5                                                  |
| 2004                                                   | 18.427                                                 | 107,2                                                  |
| 2005                                                   | 18.509                                                 | 107,7                                                  |
| 2006                                                   | 18.464                                                 | 107,4                                                  |
| 2007                                                   | 18.545                                                 | 107,9                                                  |
| 2008                                                   | 18.466                                                 | 107,4                                                  |
| 2009                                                   | 18.545                                                 | 106,9                                                  |
| 2010                                                   | 18.382                                                 | 106,9                                                  |
| 2011                                                   | 18.338                                                 | 106,7                                                  |
| 2012                                                   | 18.418                                                 | 107,1                                                  |
| 2013                                                   | 18.417                                                 | 106,7                                                  |
| 2014                                                   | 18.569                                                 | 108,0                                                  |
| 2015                                                   | 18.612                                                 | 108,3                                                  |
| 2016                                                   | 18.742                                                 | 109,0                                                  |
| 2017                                                   | 18.925                                                 | 110,1                                                  |
| 2018                                                   | 19.164                                                 | 111,5                                                  |
| 2019                                                   | 19.411                                                 | 112,9                                                  |
| 2020                                                   | 19.627                                                 | 114,2                                                  |
| 2021                                                   | 19.790                                                 | 115,1                                                  |
| 2022                                                   | 19.991                                                 | 116,3                                                  |
| 2023                                                   | 20.239                                                 | 117,7                                                  |
| 2024                                                   | 20.299                                                 | 118,1                                                  |
| 2025                                                   | 20.392                                                 | 118,6                                                  |

## Cultuur en sport

### Evenementen

#### Meuzegem
- Kermis : 2e weekend van deptember
- Rommelmarkt : 1 weekend van mei
- Meuzekoncert : 2e  zondag van september
- Neerpoortse feesten :

#### Imde
- Boskapel: Processie ter ere van Onze-Lieve-Vrouw, Behoudenis der Kranken: eerste zondag van juli

#### Meise
- Wekelijkse markt: zaterdagmorgen
- Volleybaltornooi VC Knødde Meise: 1 mei
- Beiaardfeesten: laatste zondag van mei
- Jââz in Mââz: vrijdag voor de Beiaardfeesten
- Beiaardconcerten: elke zondagavond van juni tot september te 18.00 uur
- Midzomerfeesten (vzw Meise Boven): laatste weekend van juni

#### Sint-Brixius-Rode
- Lindefeesten: laatste weekeinde van augustus

#### Westrode
- Gurdilo beachvolley: laatste zaterdag van juli

#### Wolvertem
- Avondmarkt: voorlaatste vrijdag van juni
- Rockfestival Krotrock

## Politiek
De huidige burgemeester is Gerda Van den Brande (N-VA)
Zij bestuurt met volgende schepenen:
- 1ste schepen Ella De Neve (LB+)
- 2de schepen Jonathan De Valck (N-VA)
- 3de schepen Tom Heyvaert (LB+)
- 4de schepen Wim Verbeke (LB+)
- 5de schepen Marie Behaeghe (CD&V)
- 6de schepen Diana Tierens (N-VA)
- Voorzitter van de gemeenteraad is Ilse Spooren (N-VA).

### Burgemeesters
- 1787-1789: Norbert De Boeck
- 1790-1796: ?
- 1796-1799: Michel Verheyen, agent municipal
- 1799-1800: Pierre Joseph Van Malderen, agent municipal
- 1800-1807: Gerardus De Vidts, maire
- 1807-1866: Emmanuel van der Linden d'Hooghvorst (baron)
- 1866-1890: Leon van der Linden
- 1891-1903: Henricus Van Dievoet
- 1904-1913: Philippus Ludovicus Van den Eynde
- 1914-1915: Petrus Parmentier, waarnemend
- 1916-1932: Josephus Puttemans
- 1933-1939: Jan Van den Eynde
- 1939-1944: August Joseph Everaerts
- 1944-1945: Emile Dewaet, waarnemend
- 1946-1947: Marie Pierre Alphonse Verellen
- 1947-1976: Jules Van Campenhout
- fusie met de gemeente Wolvertem en het dorp Oppem
- 1977-1982: Armand Vanvuchelen (CVP)
- 1983-1994: Hendrik Frans Kerremans (Volksunie)[13]
- 1995-2006: Roger Heyvaert (VLD)
- 2007-2012: Marcel Belgrado (CD&V)
- 2013-2018: Jozef Emmerechts (CD&V)
- 2019-heden: Gerda Van den Brande (N-VA)

### Resultaten gemeenteraadsverkiezingen sinds 1976
| Partij               | Partij                                                | 10-10-1976 | 10-10-1976 | 10-10-1982 | 10-10-1982 | 9-10-1988 | 9-10-1988 | 9-10-1994 | 9-10-1994 | 8-10-2000 | 8-10-2000 | 8-10-2006 | 8-10-2006 | 14-10-2012 | 14-10-2012 | 14-10-2018 | 14-10-2018 | 13-10-2024 | 13-10-2024 |
| Stemmen / Zetels     | Stemmen / Zetels                                      | %          | 21         | %          | 25         | %         | 25        | %         | 25        | %         | 25        | %         | 25        | %          | 25         | %          | 25         | %          | 27         |
| -------------------- | ----------------------------------------------------- | ---------- | ---------- | ---------- | ---------- | --------- | --------- | --------- | --------- | --------- | --------- | --------- | --------- | ---------- | ---------- | ---------- | ---------- | ---------- | ---------- |
|                      | CVP1/ CD&V+N-VAA/ CD&V2/ CD&V+3                       | 53,721     | 13         | 40,671     | 11         | 34,241    | 10        | 28,71     | 9         | 24,21     | 7         | 35,63A    | 10        | 26,342     | 8          | 13,92      | 3          | 13,13      | 3          |
|                      | VU1/ CD&V+N-VAA/ N-VA2                                | 14,541     | 3          | 22,71      | 6          | 26,191    | 7         | 11,81     | 3         | -         |           | 35,63A    | 10        | 20,232     | 5          | 20,52      | 6          | 28,12      | 9          |
|                      | PVV1/ VLD2/ VLD-sp.a-SpiritB/ Open Vld3/ LB+4         | 7,641      | 1          | 23,751     | 6          | 24,221    | 7         | 34,292    | 10        | 38,032    | 11        | 35,16B    | 9         | 28,03      | 8          | 29,24      | 8          | 25,44      | 8          |
|                      | SP1/ VLD-sp.a-SpiritB/ sp.a-Meise20202/ Samen andersC | -          |            | 6,361      | 1          | 3,851     | 0         | -         |           | -         |           | 35,16B    | 9         | 6,192      | 1          | 18,7C      | 5          | 10,5C      | 2          |
|                      | Agalev1/ Groen2/ Samen andersC                        | -          |            | 6,521      | 1          | 7,591     | 1         | 11,471    | 2         | 13,621    | 3         | 15,32     | 3         | 13,822     | 3          | 18,7C      | 5          | 8,82       | 2          |
|                      | PRO1 / Burgerteam2                                    | -          |            | -          |            | -         |           | -         |           | -         |           | -         |           | -          |            | 12,01      | 3          | 2,82       | 0          |
|                      | Vlaams Blok1/ Vlaams Belang2                          | -          |            | -          |            | -         |           | 4,321     | 0         | 9,041     | 2         | 13,912    | 3         | 4,262      | 0          | -          |            | 11,32      | 3          |
|                      | U.N.I.O.N.                                            | -          |            | -          |            | -         |           | 7,08      | 1         | 5,85      | 0         | -         |           | -          |            | -          |            | -          |            |
|                      | GROEP                                                 | -          |            | -          |            | -         |           | -         |           | 9,27      | 2         | -         |           | -          |            | -          |            | -          |            |
| Anderen(*)           | Anderen(*)                                            | 4,07       | 0          | -          |            | 3,91      | 0         | 2,33      | 0         | -         |           | -         |           | 1,16       | 0          | 5,7        | 0          | -          |            |
| Totaal stemmen       | Totaal stemmen                                        | 8586       | 8586       | 10563      | 10563      | 11479     | 11479     | 12067     | 12067     | 12820     | 12820     | 13287     | 13287     | 12967      | 12967      | 13357      | 13357      | 9008       | 9008       |
| Opkomst %            | Opkomst %                                             |            |            |            |            | 94,58     | 94,58     | 93,63     | 93,63     | 93,45     | 93,45     | 94,51     | 94,51     | 92,48      | 92,48      | 92,6       | 92,6       | 61,1       | 61,1       |
| Blanco en ongeldig % | Blanco en ongeldig %                                  | 3,8        | 3,8        | 3,73       | 3,73       | 3,76      | 3,76      | 3,26      | 3,26      | 2,89      | 2,89      | 3,33      | 3,33      | 3,04       | 3,04       | 5,7        | 5,7        | 2,0        | 2,0        |

De zetels van de gevormde meerderheden staan vetjes afgedrukt. De grootste partij is in kleur.

De rode cijfers naast de gegevens duiden aan onder welke naam de partijen telkens bij een verkiezing opkwamen.

(*) 1976: RB-GB / 1988: GOED / 1994: ROSSEM / 2012: A.D.B. / 2018: LEEF

## Vriendschapsband
Meise had vanaf 1980 een vriendschapsband met de Nederlandse gemeente Waalre (Noord-Brabant). Jaarlijks bezocht een delegatie uit Meise het carnaval te Waalre (zaterdag vóór Aswoensdag). Deze vriendschapsband werd in het voorjaar van 2016 door de gemeente Waalre opgezegd.

## Bekende Meisenaars
- Thomas-Philippe d'Alsace de Hénin-Liétard (1679-1759), kardinaal
- Emmanuel van der Linden d'Hooghvorst (1781-1866) politicus en burgemeester
- Engelbertus Sterckx (1792-1867), kardinaal
- Hendrik Van Dievoet (1840-1917), burgemeester, boomkweker en bloemist
- Jef Burm (1923-2011), acteur
- Bobbejaan Schoepen (1925-2010), artiest en ondernemer
- Ward Ruyslinck (1929-2014), auteur
- François Narmon (1934-2013), bankier
- Ann Christy (1945-1984), zangeres
- Frank Verstraeten (1969), ondernemer, diskjockey en oprichter Zillion

## Nabijgelegen kernen
Oppem, Wolvertem, Sint-Brixius-Rode, Grimbergen, Wemmel